# Lac Manyara
Pour les articles homonymes, voir Manyara.
Le lac Manyara est un lac de type lac de soude, du nord de la Tanzanie, situé à environ cent kilomètres à l'ouest d'Arusha, dans la vallée du Grand Rift, au sud-est du massif du Ngorongoro. Il tire son nom du terme maa emanyara désignant une espèce d'euphorbe, Euphorbia tirucalli.

## Description
Selon Ernest Hemingway, le Manyara était le plus beau lac d'Afrique. De taille pourtant limitée (superficie moyenne de 230 km2), le lac est entouré par des paysages variés : savane arborée à l'est, forêt sèche au sud-ouest et forêt tropicale dense au nord-ouest.
La grande majorité du lac, à l'importante biodiversité, est protégée dans le cadre du parc national du lac Manyara qui comprend aussi sa rive occidentale.

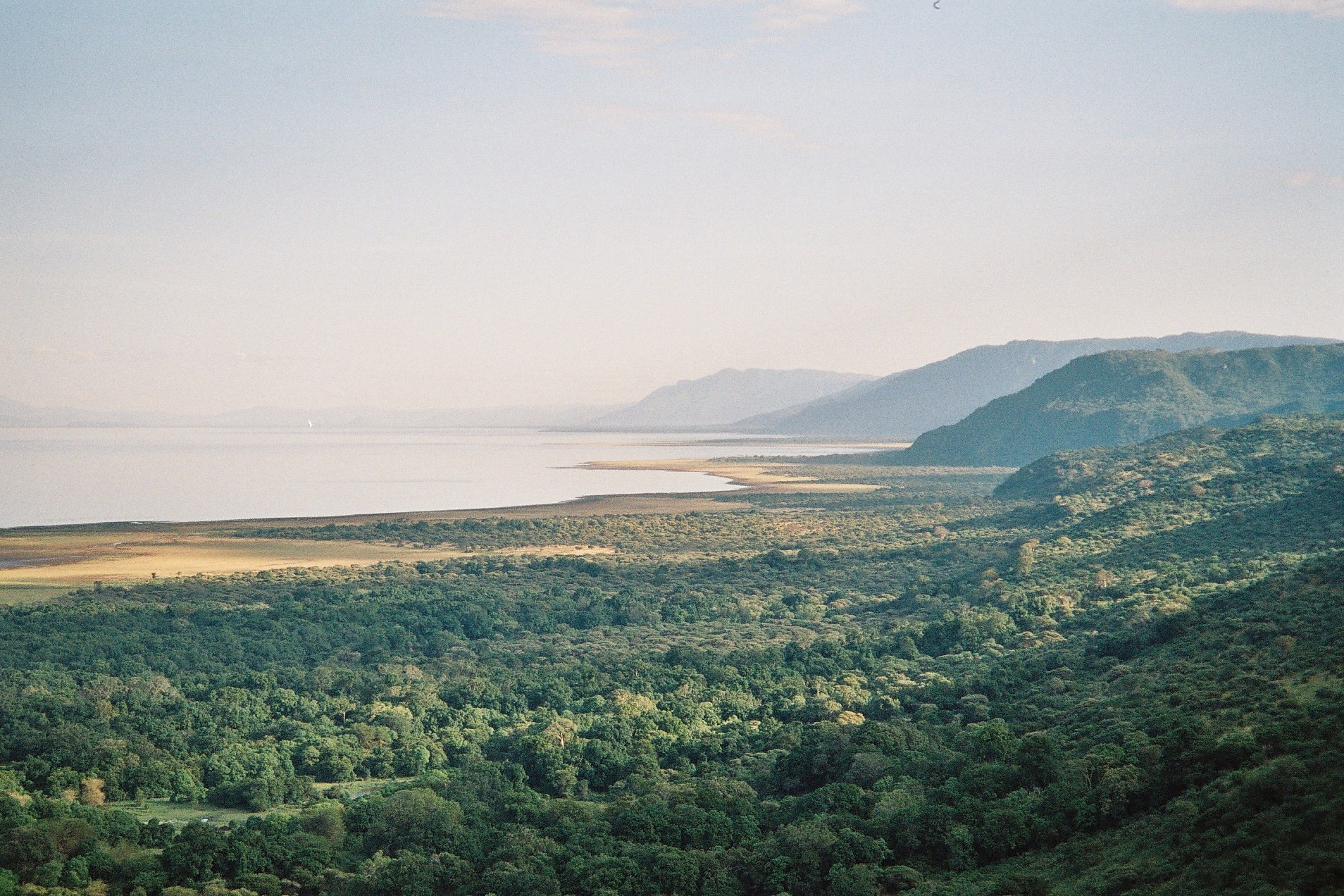
Vue du lac Manyara et du parc national homonyme